# Spirostreptus plicaticollis
Spirostreptus plicaticollis är en mångfotingart som beskrevs av Karsch 1881. Spirostreptus plicaticollis ingår i släktet Spirostreptus och familjen Spirostreptidae. Inga underarter finns listade i Catalogue of Life.